# Dryobotodes ochrea
Dryobotodes ochrea är en fjärilsart som beskrevs av Edward Alfred Cockayne 1951. Dryobotodes ochrea ingår i släktet Dryobotodes och familjen nattflyn. Inga underarter finns listade i Catalogue of Life.